# Província de Covasna
La província de Covasna (IPA: [ko.'vas.na], hongarès: Kovászna) és un judeţ, una divisió administrativa de Romania, a Transsilvània, amb capital a Sfântu Gheorghe.

## Límits
- Província de Vrancea i província de Bacău a l'est.
- Província de Braşov a l'Oest.
- Província de Harghita al nord.
- Província de Buzău al sud.

## Demografia
El 2002, tenia 222,449 i una densitat de població de 60 h/km².
- Hongaresos - 73,79% (o 164,158)[1]
- Romanesos - 23,28% (o 51,790)
- Gitanos - 2,68% (o 5,973)

Covasna té el segon percentatge més alt de població hongaresa a Romania, juntament amb la Província d'Harghita. Els hongaresos de Covasna són principalment Szeklers.
| Any  | Població |
| ---- | -------- |
| 1948 | 157,166  |
| 1956 | 172,509  |
| 1966 | 176,858  |
| 1977 | 199,017  |
| 1992 | 233,256  |
| 2002 | 222,449  |

## Divisió Administrativa
La província té 2 municipalitats, 3 ciutats i 39 comunes.

### Municipalitats
- Sfântu Gheorghe (Sepsiszentgyörgy) - capital; població: 60,900
- Târgu Secuiesc (Kézdivásárhely)

### Ciutats
- Covasna (Kovászna)
- Baraolt (Barót)
- Întorsura Buzăului (Bozdaforduló)

## Comunes
| - Aita Mare - Arcuş - Barcani - Băţani - Belin - Bixad - Bodoc - Boroşneu Mare - Brăduţ | - Brateş - Breţcu - Catalina - Cernat - Chichiş - Comandău - Dalnic - Dobârlău - Ghelinţa | - Ghidfalău - Haghig - Ilieni - Lemnia - Malnaş - Mereni - Micfalău - Moacşa - Ojdula | - Ozun - Poian - Reci - Sânzieni - Sita Buzăului - Turia - Vâlcele - Valea Crişului - Valea Mare | - Vârghiş - Zăbala - Zagon |